# Экономические циклы и национальный доход (книга)
Экономические циклы и национальный доход (англ. Business Cycles and National Income, 1951) — произведение американского экономиста Э. Хансена (1887—1975).

## Структура
Книга включает Предисловие, Приложение и 4 части (31 главу): 
- I. Природа экономических циклов (5);
- II. Теория доходов и занятости (7);
- III. Теория экономических циклов (12);
- IV. Экономические циклы и государственная политика (7).

Глава 22 «Эконометрика в применении к исследованию экономического цикла» написана Р. М. Гудвином.

## Содержание
По мнению ученого соотношение нормы прибыли и нормы процента определяют изменения в объемах инвестиций, что в конечном итоге ведет к циклическим колебаниям.
В главе 24 «Современная теория цикла. Резюме» автор выделяет 8 существенных элементов (краеугольных камней) теории экономического цикла:
1. Роль колебаний в размерах инвестиций (Туган-Барановский, Шпитгоф, Кассель, Робертсон);
2. Анализ детерминантов инвестирования (Виксель, Кейнс);
3. Роль динамических факторов: техники, природных ресурсов, расширения территории и роста народонаселения — как детерминантов инвестирования (Шпитгоф, Харрод);
4. Пучкообразный характер инвестирования, обусловленный стадным характером движения, вызываемым деятельностью в области нововведений (Шумпетер);
5. Капиталистический метод производства и принцип акселерации (Афтальон, Пигу, Кларк).
6. Начальные импульсы и распространение циклических движений, обусловленное структурой экономики (Виксель, Пигу).
7. Мультипликатор инвестиций и функция потребления (Кан — Кейнс).
8. Взаимосвязи экономических переменных — эконометрические модели (Тинберген, Фриш, Самуэльсон, Хикс, Клейн и др.).

## Переводы на русский язык
- 1959. М.: Издательство иностранной литературы;
- 1997. М.: Экономика (серия «Экономическое наследие»; часть Т.I и Т.II сборника «Классики кейнсианства»);
- 2008. М: Финансовая академия.